# Нездолий, Кузьма Павлович
Кузьма Павлович Нездолий (1923—2010) — генерал-майор Советской Армии, участник Великой Отечественной войны, Герой Советского Союза (1944).

## Биография
Кузьма Нездолий родился 14 ноября 1923 года в селе Кумейки (ныне — Черкасский район Черкасской области Украины). Окончил среднюю школу. В 1941 году Нездолий был призван на службу в Рабоче-крестьянскую Красную Армию. С июня того же года — на фронтах Великой Отечественной войны. В 1943 году Нездолий ускоренным курсом окончил Владимирское пехотное училище. В боях был тяжело ранен.
К августу 1944 года младший лейтенант Кузьма Нездолий был комсоргом батальона 294-го стрелкового полка 184-й стрелковой дивизии 5-й армии 3-го Белорусского фронта. Отличился во время освобождения Литовской ССР. 1 августа 1944 года под городом Кудиркос-Науместис Нездолий во главе разведгруппы во вражеском тылу разгромил командный пункт противника, взяв в плен офицера и захватив важные документы. Когда на следующий день во время наступления полк Нездолия атаковала замаскированная немецкая батарея, его разведгруппа успешно разгромила её, захватив четыре орудия, а затем, повернув их в сторону противника, уничтожила 9 его танков и несколько десятков солдат и офицеров. 15 августа 1944 года в составе танкового десанта Нездолий у деревни Слабадай Вилкавишского района захватил немецкое артиллерийское орудие и успешно вёл из него огонь по противнику. В результате наступления Нездолий в числе первых в своём полку вышел к Государственной границе СССР с Восточной Пруссией.
Указом Президиума Верховного Совета СССР от 24 марта 1945 года за «образцовое выполнение боевых заданий командования в боях за освобождение Литвы и проявленные при этом мужество и героизм» младший лейтенант Кузьма Нездолий был удостоен высокого звания Героя Советского Союза с вручением ордена Ленина и медали «Золотая Звезда» за номером 6171.
В середине мая дивизия, в которой служил Нездолий, была направлена на Дальний Восток. Участвовал в разгроме японской Квантунской армии.
После окончания войны Нездолий продолжил службу в Советской Армии. В 1956 году он окончил Военно-политическую академию, в 1962 году — Харьковский государственный университет (заочно окончил исторический факультет). В 1980 году в звании полковника Нездолий был уволен в запас, позднее ему было присвоено звание генерал-майора запаса. Проживал в Полтаве. Скончался 7 мая 2010 года, похоронен на Центральном кладбище Полтавы.
Был также награждён орденами Красного Знамени, двумя орденами Отечественной войны 1-й степени, двумя орденами Отечественной войны 2-й степени, орденом Красной Звезды, украинскими орденами Богдана Хмельницкого 2-й и 3-й (5.05.1999) степеней, рядом медалей.